# 2172 Плавськ
2172 Плавськ (2172 Plavsk) — астероїд головного поясу, відкритий 31 серпня 1973 року.
Тіссеранів параметр щодо Юпітера — 3,272.